# Wilhelm Cronberger
Wilhelm Cronberger (29. Januar 1858 in Frankfurt am Main – 6. Juli 1926 in Hamburg) war ein deutscher Opernsänger (Tenor).

## Leben
Cronberger, der Sohn eines Gärtnereibesitzers, war zuerst Geschäftsführer im Betrieb des Hoffotografen Risse in Marburg a. d. Lahn. Bei Gesangsvorträgen in Privatkreisen fiel seine Stimme angenehm auf, sodass er nach Leipzig ging und sich von Kapellmeister Arthur Nikisch und dem Theaterdirektor Max Staegemann prüfen ließ. Staegemann übernahm auch seine Ausbildung und stellte ihm ein sofortiges Engagement auf zehn Jahre am Leipziger Opernhaus in Aussicht. Nach einem Jahr verlor er plötzlich seine Stimme völlig, diese musste dann durch August Iffert in Dresden mühsam wieder aufgebaut werden.
1886 debütierte er am Stadttheater von Königsberg (Ostpreußen) als „Don Gasparo“ in La favorite von Gaetano Donizetti. 1888 wechselte er an das Bremer Stadttheater, von 1889 bis 1892 war er am Stadttheater von Hamburg. Dort nahm er an den deutschen Erstaufführungen der Opern La Basoche von André Messager (1891) und Eugen Onegin von Pjotr Iljitsch Tschaikowski (1892, als „Lenski“) teil.
1892 wechselte er ans Hoftheater von Braunschweig auf. Er beendete dort 1912 als „Pedro“ in Tiefland von Eugen d’Albert sein Engagement.
Gastspiele führten ihn seit 1887 oft an der Berliner Kroll-Oper, 1890 ans Hoftheater Schwerin, 1898 ans Stadttheater Bremen, 1899 und 1909 an die Hofoper Berlin, seit 1899 oft ans Berliner Theater des Westens, 1901 ans Hoftheater Hannover und 1904 ans Opernhaus von Leipzig.
1900 wurde er zum fürstlich-lippeschen Kammersänger ernannt und für seinen Auftritt 1900 zu den Festspielen von Wiesbaden wurde er dafür vom deutschen Kaiser ganz besonders ausgezeichnet.
Auftritte als Konzert- und Oratoriensolist waren ebenso erfolgreich. Seit 1913 arbeitete er in Hamburg als Gesangspädagoge. 1916 war er als Gast am Braunschweiger Hoftheater tätig.

## Rollen (Auswahl)
- Arnoldo im Wilhelm Tell von Rossini
- Chapelou im Der Postillon von Lonjumeau von Adam
- Fenton in Die lustigen Weibern von Windsor von Nicolai
- Gomez im Das Nachtlager von Granada von Kreutzer
- Manrico im Troubadour von Verdi